# Afonso de Noronha (morto em 1516)
D. Afonso de Noronha (c. 1490 - Marrocos, 19 de Maio de 1516), foi um fidalgo e militar português do início do século XVI, falecido em combate em Marrocos.

## Biografia
Nasceu cerca do ano de 1490, filho herdeiro de D. Sancho de Noronha, 3º conde de Odemira, e de sua primeira mulher, D. Francisca da Silva.
Foi criado na casa de D. Jaime, duque de Bragança, primo coirmão de seu pai, o 3.º conde de Odemira. Foi também D. Jaime quem, mais tarde, apadrinhou o contrato de casamento de D. Afonso de Noronha com D. Maria de Ataíde.  
Participou com D. Jaime na conquista de Azamor (1513) e com seu sogro, Nuno Fernandes de Ataíde, capitão de Safim, nas várias campanhas militares por este conduzidas no norte de África, nomeadamente a famosa batalha de Marraquexe, em 1515, "ponto alto da expansão portuguesa em Marrocos".
Morreu em combate contra os mouros, como escreve D. António Caetano de Sousa: "D. Afonso de Noronha (...) tão fiel companheiro de seu sogro [Nuno Fernandes de Ataíde] com ele veio a acabar a vida, com poucas horas de diferença, no combate sucedido a 19 de maio de 1516  "

## Casamento e descendência
Casou, em 1513, com D. Maria de Ataíde, filha herdeira de Nuno Fernandes de Ataíde, senhor de Penacova, alcaide-mor de Alvor e famoso capitão de Safim, e de D. Joana de Faria. 
O contrato de casamento foi outorgado em Lisboa, no Paço do duque de Bragança, sendo procurador da parte de D. Afonso e da sua futura esposa, D. Álvaro da Costa, armador-mor do rei D. Manuel I. Esse contrato dotou D. Maria de Ataíde com o senhorio de Penacova, de juro e herdade, a alcaidaria do castelo de Alvor e as rendas do sal de Lagos, tudo pertença de Nuno Fernandes de Ataíde, pai de D. Maria.
Com D. Maria de Ataíde teve D. Afonso de Noronha um filho e herdeiro:
- Sancho de Noronha (c.1515-1573), 4º conde de Odemira.[4]